# Давид Мюллер
Давид Гайнрих (Цві) Мюллер (нім. David Heinrich Müller, 6 липня 1846, Бучач, нині Тернопільської области, Україна — 21 грудня 1912, Відень) — австро-угорський учений-семітолог єврейського походження, професор, державний радник, дослідник стародавніх семітських мов і польовий дослідник неписьменної мови острова Сокотра; барон.